# Romanismo (Iglesia católica)

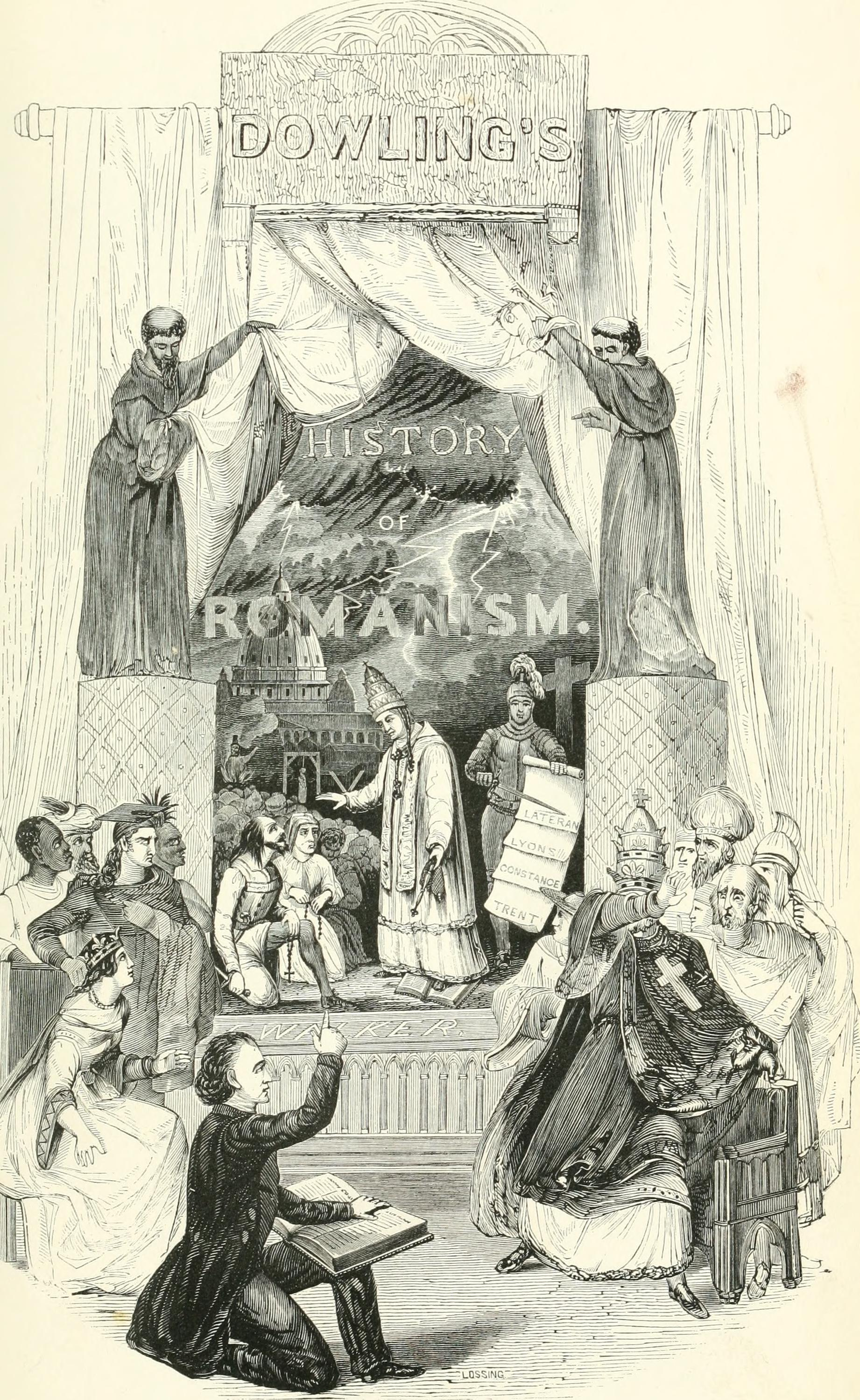
La Historia del Romanismo

Romanismo es una palabra usada para referirse despectivamente a la doctrina de la Iglesia católica, empleada por protestantes (especialmente en el mundo anglosajón de Estados Unidos y Reino Unido) para aludir al conjunto de afirmaciones con las que disentían, especialmente la supremacía papal y su infalibilidad, el canon bíblico y la interpretación de sus textos, la transustanciación, la invocación de los santos, el culto de las imágenes, la existencia del Purgatorio, el sacramento de la Penitencia, las indulgencias, etc.
Fue más frecuentemente utilizado a fines del siglo XIX y primeros del XX como una injuria del Partido Republicano de los Estados Unidos contra el Partido Demócrata como parte de la consigna "Ron, rebelión y romanismo" ("Rum, rebellion, and Romanism"). Por ella, se hacía referencia al distrito electoral del Partido Demócrata de los sureños y anti-Movimiento por la Templanza,  compuesto mayormente por inmigrantes de la clase trabajadora, con frecuencia, católicos. El término y el lema tuvo gran relieve, sobre todo, en la campaña a las elecciones presidenciales de Estados Unidos de 1928, en la que el candidato demócrata fue el católico gobernador de Nueva York, Al Smith, abiertamente antiprohibicionista. El término todavía es usado, aunque en raras ocasiones, por los anticatólicos.  